# @field
@field ist ein Minigolf-Flipper-Spiel. Es wurde von Sonic Powered für die Handheld-Konsole PlayStation Vita entwickelt und veröffentlicht. Das Spiel sollte ursprünglich einer der Launchtitel für die Vita sein, wurde aber erst am 29. März 2012, drei Monate nach der Markteinführung der Konsole, in Japan veröffentlicht.
@field kombiniert Elemente von Minigolf und Flipper mit einer Steuerung, die das Gyroskop der Vita nutzt. Die Software ermöglicht es den Spielern, eigene Kurse zu erstellen und zu teilen.